# Ferdinando Ferrero-Fieschi
Ferdinando Ferrero-Fieschi (1536 – 12 ottobre 1580) è stato un vescovo cattolico italiano.

## Biografia
Nacque nel 1536 da una nobile famiglia. Anche il fratello Sebastiano intraprese la carriera ecclesiastica, divenendo vescovo di Ivrea.
A seguito della rinuncia del fratello, il 4 giugno 1563 papa Pio IV lo nominò vescovo di Ivrea. Ricevette l'ordinazione diaconale il 2 febbraio seguente e l'ordinazione sacerdotale il 9 febbraio. Entrambe le celebrazioni, svoltesi nella chiesa di Chiaverano, furono presiedute dal vescovo Andrea de Monti, vescovo titolare di Nicomedia e ausiliare di Ivrea.
Il 29 giugno 1564, ad Acqui, ricevette l'ordinazione episcopale dalle mani del vescovo Scipione d'Este, vescovo di Casale, co-consacranti il vescovo Girolamo Ferragatta, vescovo titolare di Verissa e ausiliare di Mondovì, l'arcivescovo Tomaso Frinsinio, arcivescovo titolare di Tessalonica e ausiliare di Cosenza, e il vescovo Pietro Fauno, vescovo di Acqui.
Durante il suo episcopato iniziò l'attuazione dei decreti emanati dal Concilio di Trento, nel 1571 compì la visita pastorale alla sua diocesi.
Morì il 12 ottobre 1580.

## Genealogia episcopale e successione apostolica
La genealogia episcopale è:
- Vescovo Scipione d'Este
- Vescovo Ferdinando Ferrero-Fieschi

La successione apostolica è:
- Vescovo Cesare Camillo Ferrero (1576)